# Woodmohr, Wisconsin
Woodmohr là một thị trấn thuộc quận Chippewa, tiểu bang Wisconsin, Hoa Kỳ. Năm 2010, dân số của thị trấn này là 921 người.